# A Bachelor's Finish (film 1917)
A Bachelor's Finish è un cortometraggio muto del 1917 diretto e interpretato da John Francis Dillon.

## Produzione
Il film fu prodotto dalla Triangle Film Corporation.

## Distribuzione
Distribuito dalla Triangle Distributing, il film - un cortometraggio in una bobina  - uscì nelle sale cinematografiche statunitensi il 25 febbraio 1917.